# Fernand Hermie
Fernand Hermie (Bottelare, 24 januari 1945) is een Belgisch voormalig wielrenner, beroeps van 1967 tot 1976. Hij is de zoon van een andere verdienstelijke beroepsrenner, Michel Hermie. Op 19 september 1965 werd hij nationaal kampioen bij de militairen en als beroepsrenner behaalde hij 16 overwinningen, vooral in regionale wedstrijden.
Na zijn wielercarrière was hij jarenlang verkoper van IJsboerke en bijgevolg een bekend figuur in de streek van Zuid-Oost-Vlaanderen.

## Erelijst
- 1967

Sint-Lievens-Houtem
Sint-Niklaas
- 1968

Melle
Tollembeek
Petegem-aan-de-Leie
- 1969

Erembodegem
Wilrijk
- 1970

Berlare
Dr. Tistaertprijs - Zottegem
- 1971

Baasrode
Omloop van Midden-Vlaanderen (Deinze)
- 1972

Heusden
- 1973

Evergem
Belsele
- 1974

Waasmunster
Vichte

## Resultaten in voornaamste wedstrijden
| Jaar | Ronde van Italië | Ronde van Frankrijk | Ronde van Spanje |
| ---- | ---------------- | ------------------- | ---------------- |
| 1967 |                  |                     |                  |
| 1968 |                  |                     |                  |
| 1969 |                  |                     |                  |
| 1972 |                  |                     | buiten tijd      |
| 1975 |                  |                     |                  |

| Jaar | Gent-Wevelgem | Ronde van Vlaanderen | Parijs-Roubaix | Parijs-Tours | Kuurne-Brussel-Kuurne |
| ---- | ------------- | -------------------- | -------------- | ------------ | --------------------- |
| 1967 |               |                      |                | 26e          |                       |
| 1968 | 51e           | 32e                  | 33e            |              |                       |
| 1969 | 40e           |                      |                | 5e           |                       |
| 1972 | 24e           | 40e                  |                | 22e          | 6e                    |
| 1975 | 31e           |                      |                |              |                       |